# Strappami il cuore
Strappami il cuore è un romanzo dell'autrice italiana Chiara Palazzolo, secondo capitolo della saga Mirta/Luna e pubblicato nel 2006 da Piemme Editore. Segue a Non mi uccidere e precede Ti porterò nel sangue.

## Trama
Dopo essere salita sull'auto di Sara, Luna si risveglia a Roma, in un'antica e gigantesca casa spoglia. La sua soccorritrice le spiega che esiste tutto un mondo nascosto, quasi parallelo a quello umano: quello dei sopramorti, creature oscure uscite dalle proprie tombe, costrette a cibarsi della vita altrui per mantenere la propria. La indirizza così ad una nuova vita, fornendole una nuova identità, un nuovo colore di capelli e, infine anche un nuovo viso.
Luna conoscerà così Helena, l'umana governante di Sara; Bibi e Mikel, i gemelli baschi morti durante un attentato; Max, il clavicembalista barocco, e Gabriel, il chirurgo argentino; Vanna, Gotfried e tutti gli antichi.
Tra spericolate fughe dai benandanti, giustizieri a bordo di berline nere con l'obiettivo di distruggere i sopramorti, e il pericoloso incontro con un misterioso e potentissimo sopramorto, Luna impara a cavarsela in un mondo che non la conosce e che deve temerla più di qualunque calamità.